# Fußballnationalmannschaft der DDR (U-20-Männer)
Die U-20-Fußballnationalmannschaft der DDR war eine Auswahlmannschaft von Fußballspielern aus der DDR. Sie gehörte zu den Nachwuchsvertretungen des Deutschen Fußball-Verbands und repräsentierte diesen international auf U-20-Ebene. Neben Freundschaftsspielen gegen die Auswahlmannschaften anderer nationaler Verbände trat die Auswahl bei den U-20-Weltmeisterschaften an.

## Geschichte
Durch den Titel bei der Junioren-EM 1986, aufgrund des späten Austragungszeitpunktes von der U-19 errungen, und den dritten Rang bei der U-18-EM 1988 konnte sich die DDR-Auswahl zweimal zum Ausgang der 1980er-Jahre für das Weltchampionat qualifizieren. Bei den Turnieren von 1977 bis 1985 hatte die DDR zuvor gefehlt.
Vor der Reise nach Südamerika im Herbst 1987 hatte das Team in einem Ländervergleich gegen die finnische U-21 seine Premiere im März 1987, dort noch als U-19 bezeichnet. Im September 1987, also gut einen Monat vor der Abreise nach Chile folgte ein weiterer Test gegen die polnischen Altersgenossen, der in Schwedt/Oder klar mit 4:0 gewonnen wurde und in der unmittelbaren Turniervorbereitung bereits als Auftritt der U-20 galt. Vor der WM auf der Arabischen Halbinsel Anfang 1989 hatte die Auswahl von Coach Lothar Priebe 1988 drei Vorbeitungsmatches gegen andere Nationen bestritten.
Während das Team 1989 in Saudi-Arabien bereits in der Vorrunde ausschied, konnte die DDR-U-20 zwei Jahre zuvor eine Medaille erringen. Beim Turnier in Chile siegte die Elf von Eberhard Vogel im Spiel um Platz 3 nach Elfmeterschießen gegen den Gastgeber.
Zum Zeitpunkt dieser beiden Turnierteilnahmen waren die Spieler dem Juniorenalter auf Vereinsebene bereits entwachsen. Sie spielten entweder bereits – mehr oder weniger regelmäßig – in der höchsten Spielklasse des DDR-Fußballs, der Oberliga, oder waren mit ihren Fußballclubs oder Betriebssportgemeinschaften in der Liga aktiv.

## Teilnahme an U-20-Weltmeisterschaften
| 1977 | nicht qualifiziert |
| 1979 | nicht qualifiziert |
| 1981 | nicht qualifiziert |
| 1983 | nicht qualifiziert |
| 1985 | nicht qualifiziert |
| 1987 | Dritter            |
| 1989 | Vorrunde           |

## Trivia
Bei der Wahl zu DDR-Sportlern des Jahres errang die DFV-U-20 in der Kategorie Mannschaft Ende 1987 den 4. Rang.